# Tofspapegojnäbb
Tofspapegojnäbb (Suthora zappeyi) är en fåtalig fågel i familjen papegojnäbbar inom ordningen tättingar, endemisk för Kina.

## Utseende och läte
Tofspapegojnäbben är en liten (12,5 cm) och omisskännlig varmbrun papegojnäbb. Den har grå huva med en prydlig vit ring runt ögat. Den bär en buskig tofs i pannan är vitare på strupen än på huvudsidorna. Sången är ett tunt och ljus ss-si-su-si och lätet hårda och abrupta trr-ik och trrrh.

## Utbredning och systematik
Arten förekommer i bergstrakter i södra Kina (Washan och Omei Shan i östra Sichuan). Den delas in i två underarter med följande utbredning:
- Suthora zappeyi erlangshanica – Erlang Shan i Sichuan, sydcentrala Kina
- Suthora zappeyi zappeyi – sydcentrala Sichuan (förutom Erlang Shan) samt nordvästra Guizhou

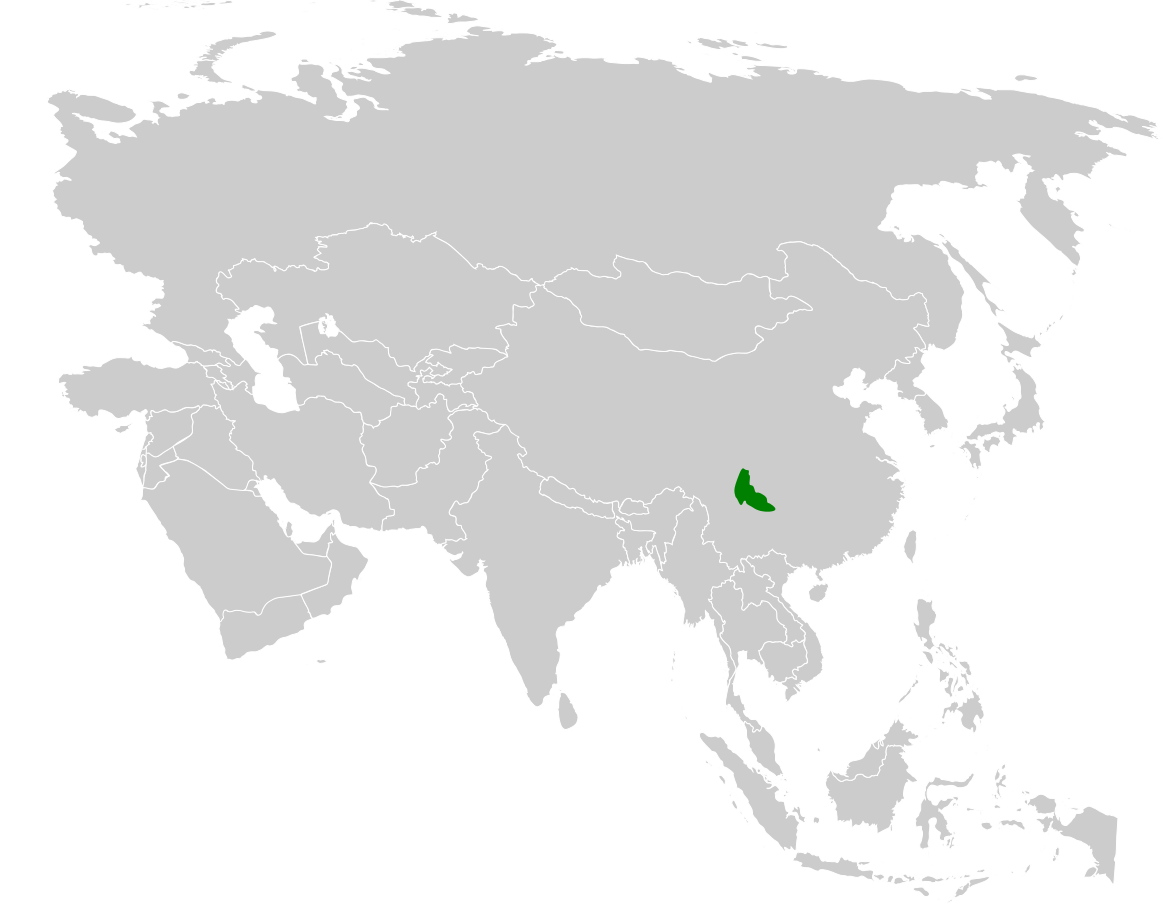
Tofspapegojnäbbens utbredningsområde.

### Släktestillhörighet
Tidigare inkluderades alla papegojnäbbar förutom större papegojnäbb i Paradoxornis. DNA-studier visar dock att större papegojnäbb och den amerikanska arten messmyg (Chamaea fasciata) är inbäddade i släktet. Paradoxornis har därför delats upp i flera mindre släkten. Initialt placerades tofspapegojnäbb med släktingar i släktet Sinosuthora, men detta har sedermera inkluderats i Suthora.

### Familjetillhörighet
DNA-studier visar att papegojnäbbarna bildar en grupp tillsammans med den amerikanska arten messmyg, de tidigare cistikolorna i Rhopophilus samt en handfull släkten som tidigare också ansågs vara timalior (Fulvetta, Lioparus, Chrysomma, Moupinia och Myzornis). Denna grupp är i sin tur närmast släkt med sylvior i Sylviidae och har tidigare inkluderats i den familjen. Enligt sentida studier skilde sig dock de båda grupperna sig åt för hela cirka 19 miljoner år sedan.

## Status och hot
Denna art har ett litet och mycket fragmenterat utbredningsområde. Den minskar dessutom i antal till följd av habitatförlust genom skogsavverkning, turism och omvandling till jordbruksmark. Internationella naturvårdsunionen IUCN kategoriserar den därför som sårbar. Världspopulationen uppskattas till mellan 3 500 och 15 000 individer.

## Levnadssätt
Tofspapegojnäbben förekommer flockvis i bambustånd och rhododendron i öppna, tempererade barrskogar nära bergstoppar, vanligen mellan 2 350 och 3 450 meter över havet, men ett fynd har gjorts på endast 1 000 meters höjd. Den häckar i bambustånd och bygger sitt bo av bambulöv, rötter och mossa.

## Namn
Fågelns vetenskapliga artnamn hedrar amerikanen Walter Reaves Zappey (1878-1914), samlare av specimen och preparator vid Museum of Comparative Zoology, Harvard University.